# Miðtunga
Miðtunga är ett berg i republiken Island. Det ligger i regionen Norðurland vestra, 160 km norr om huvudstaden Reykjavík. Toppen på Miðtunga är 669 meter över havet.
Trakten runt Miðtunga är nära nog obefolkad, med mindre än två invånare per kvadratkilometer. Närmaste större samhälle är Hvammstangi, omkring 15 kilometer söder om Miðtunga. Trakten runt Miðtunga består i huvudsak av gräsmarker.